# Тагаза
Тагаза (фр. Teghazza), також іноді Тегаза — середньовічне поселення і важливий центр видобутку солі, що знаходилось на берегах солоного озера в пустельному районі (на півночі сучасного Малі), на відстані 860 км на південь від Сіджільмаси (в Марокко), 790 км на північний захід від Тімбукту (в Малі) та на 730 км на північний схід від Уалати (в Мавританії).
Сіль з копалень Тагази була важливою складовою середньовічної транссахарської торгівлі і головним джерелом кам'яної солі для регіонів Західної Африки. Поселення існувало до кінця XVI століття, коли копальні, внаслідок їх захоплення Мароккаським султанатом, були покинуті на користь соляних копалень у Тауденні, які розташовані в 150 км на південний схід від Тагази.

## Ранні арабські джерела

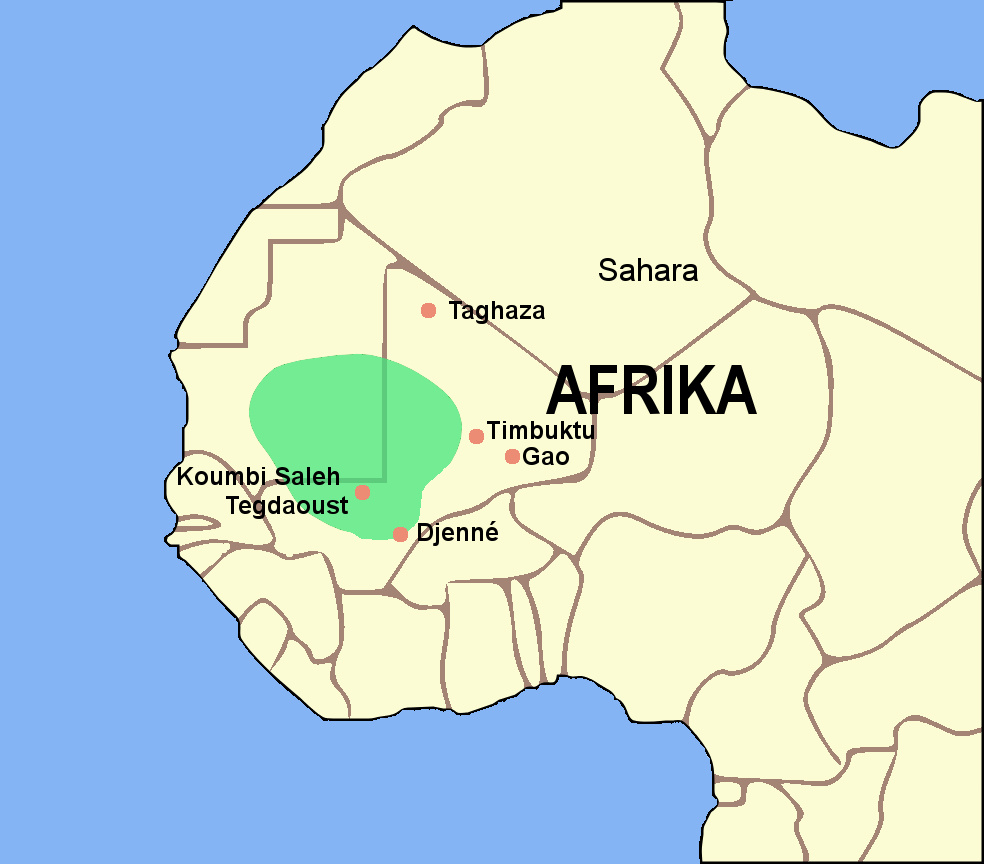
Територія середньовічної імперії Гана

Копальні Тагази вперше згадуються по назві (як Тагара) приблизно в 1275 р. географом Аль Казвіні, який провів більшу частину свого життя в Іраці, але отримав інформацію від мандрівника, який відвідав Судан. Він писав, що місто було розташоване на південь від Магрибу біля океану, а вали, стіни та дахи будівель були зроблені з солі, яку добували раби з берберського племені Масуфа. Сіль експортували в Судан караваном, який приходив раз на рік. Подібний опис раніше давав Аль-Бакрі в 1068 році для соляних копалень у місці, яке він назвав Тантатал, розташованому за двадцять днів від Сіджільмаси. Можливо, це були ті самі копальні.
У 1352 році марокканський мандрівник Ібн Баттута прибув до Тагази після 25-денної подорожі з Сіджільмаси під час його мандрівки через Сахару до Уалати, щоб відвідати Імперію Малі. За словами Ібн Баттути, дерев тут не було, лише пісок та соляні копальні. У поселенні ніхто не жив, крім рабів Масуфа, які копали сіль і жили, харчуючись фініками, завезеними із Сіджільмаси та долини річки Драа, а також верблюжому м'ясі та пшоні, що постачались з Судану. Будівлі були зведені з єдиного доступного в цій місцевості матеріалу — соляних плит і вкриті верблюжими шкурами. Сіль викопували з землі і нарізали товстими плитами, по дві з яких завантажували на кожного верблюда. Сіль вивозили на південь через пустелю в Уалату і там продавали. Вартість солі визначалася головним чином транспортними витратами. Ібн Баттута зазначає, що вартість солі зростала в чотири рази при транспортуванні між Уалатою та столицею Малі. Незважаючи на абсолютну убогість селища, в ньому було вдосталь малійського золота. Ібн Баттуті не сподобалось це місце — місцева вода здалась йому солонуватою, а селище було повне комах, хоча він мусив визнати, що «незважаючи на всю її злиденність, у Тагазі торгують фунтами золотого піску».

## Європейські джерела

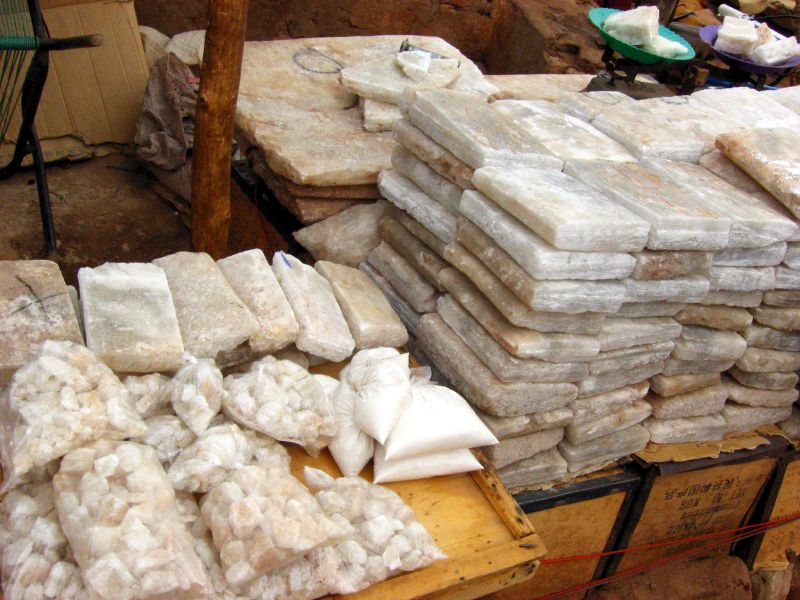
Кам'яна сіль, видобута в аналогічних Тагазі копальнях на ринку в Мопті, Малі

Соляні копальні Тагази стали відомими в Європі вже невдовзі після візиту Ібн Баттути, оскільки Тагаза була показана в Каталанському атласі 1375 р., на трансахарському торговому шляху, що зв'язував Сіджільмасу і Тімбукту.
У 1455 році, під час одного з перших португальських плавань вздовж берегів Західної Африки, Альвізе Кадамосто (венеційський мореплавець на службі португальського принца Енріке), дізнався, що сіль з Тагази доставляли в Тімбукту, а потому в Малі. В цій країні сіль транспортували «на велику відстань», щоб обміняти на золото.
Приблизно в 1510 році Лев Африканський провів 3 дні в Тагазі. У своєму Descrittione dell'Africa він згадує, що розташування копальнь на відстані 20-денної мандрівки від джерела їжі означало ризик голоду. На момент візиту Лева, Уалата вже не була важливим кінцевим пунктом для транссахарської торгівлі, а натомість сіль везли на південь до Тімбукту. Як і Ібн Баттута до нього, Лев скаржився на солонувату криничну воду.

## XVI ст

Середньовічні транссахарські торгові шляхи, що проходили через копальні Тагази. Золотоносні регіони позначені світлокоричневим кольором.

У якийсь момент Тагаза потрапила під контроль імперії Сонгаї, столиця якої була в місті Гао на річці Нігер на відстані 970 км через Сахару. Аль-Сааді у своїх хроніках «Тарік аль-Судан» описує зусилля марокканських правителів, що були спрямовані на отримання контролю над копальнями у імперії Сонгаї в 16 столітті. Приблизно в 1540 р. султан Марокко Абу'л-Аббас Ахмад вимагав від володаря Сонгаї Аскії Ісхака I поступитися копальнями Тагаза. За словами Аль-Саді, Аскія Ісхак I у відповідь відправив своїх людей в рейд в долину річки Драа в Марокко, як демонстрацію сили Сонгаї. Потім у 1556-7 рр. перший султан арабської Саадійської династії Мухаммад аш-Шейх окупував Тагазу і вбив представника Аскії. Однак туареги перевели видобуток до іншої копальні, що називалась «Тагаза аль-Гізлан» («Тагаза газелей»). При сходженні на трон в 1578 році, султан Ахмад аль-Мансур вимагав отримання податкових надходжень від Тагази, але Аскія Дауд відповів натомість щедрим подарунком у 47 кг золота. У 1586 р. невелике саадійське військо з 200 мушкетерів знову зайняло Тагазу і туареги перевели видобуток на ще одну ділянку — ймовірно до Таудені. Нарешті, нову вимогу Ахмада аль-Мансура в 1589–90 рр. Аскія Ісхак II зустрів із викликом. Це дало привід для Ахмада аль-Мансура відправити армію з 4.000 найманців через Сахару на чолі з андалузцем Джудар-пашею. Поразка Сонгаю в 1591 році в битві при Тондібі призвела до краху їхньої імперії. Після завоювання Тагаза була покинута, а Тауденні, розташований в 150 км на південний схід і, таким чином, ближче до Тімбукту, зайняв місце ключового виробника солі в регіоні.
У 1828 році французький дослідник Рене Огюст Кає зупинився в Тагазі під час подорожі через Сахару з Тімбукту. Він подорожував із великим караваном, який включав 1400 верблюдів, що перевозили рабів, золото, слонову кістку, гуміарабік та страусове пір'я. На той момент руїни будинків, побудованих із соляної цегли, все ще були добре помітні.
У Тагазі є руїни двох різних поселень, по обидва боки стародавнього солоного озера (сабкхи). Їх розділяє відстань 3 км. Більше західне поселення займало площу приблизно 400х200 м. Всі будинки, крім мечеті, були розташовані в напрямку з північного заходу на південний схід, перпендикулярно пануючому вітру. Будинки у східному поселенні були розташовані аналогічним чином і займали площу 200х180 м. Причина наявності подвійного поселення невідома, але може бути пов'язана з тим, що Тагаза функціонувала в подвійній якості — і як соляна копальня і як караванна зупинка на важливому транссахарському торговому шляху.

## Клімат
У Тагазі надзвичайно посушливий спекотний пустельний клімат (BWh). Це одне з найсухіших місць на землі і одне з найспекотніших влітку. Середня денна температура липня — 48,2 °C (118,8 °F), що вище за температуру в Долині смерті.